# Tour de Normandie féminin
Pour les articles homonymes, voir Tour de Normandie.
Le Tour de Normandie féminin est une course cycliste féminine par étapes disputée en France. Créé en 2023, il fait partie du calendrier de l'Union cycliste internationale en catégorie 2.1. 

## Palmarès
| Année | Vainqueur             | Deuxième        | Troisième      |
| ----- | --------------------- | --------------- | -------------- |
| 2023  | Cédrine Kerbaol       | Gladys Verhulst | Martina Alzini |
| 2024  | Mie Bjørndal Ottestad | Josie Nelson    | Ellen van Dijk |